# Comuna Bălțești, Prahova
Bălțești (în trecut, Podenii Vechi) este o comună în județul Prahova, Muntenia, România, formată din satele Bălțești (reședința), Izești și Podenii Vechi.

## Geografie

### Așezare
Comuna Bălțești este situată în partea centrală a județului Prahova, pe dealurile dintre râul Teleajen și râul Lopatna. Ea se întinde pe o suprafață de 3666 ha. Comuna este traversată printre, satele Podenii Vechi și Bălțești, de șoseaua județeană DJ100L, care o leagă spre vest de Măgurele (unde se termină în DN1A) și spre est de Podenii Noi și Iordăcheanu. Lângă satul Podenii Vechi, din acest drum se desprinde șoseaua județeană DJ102M, care trece prin Bălțești și duce spre Apostolache, drum din care se mai ramifică și DJ231, un drum ce pleacă din satul Bălțești spre nord și deservește comuna Păcureți și apoi duce spre vest înapoi spre Măgurele (unde se termină în DN1A).
Localitatea se învecinează la est cu comuna Podenii Noi, la sud cu orașul Boldești-Scăeni și cu comuna Plopu, la vest cu comuna Măgurele iar la nord-vest cu comuna Gornet și la nordu cu comuna Păcureți.

### Relief
Relieful comunei Bălțești este specific regiunilor deluroase subcarpatice, dar situându-se la extremitatea de est a depresiunii Măgurele-Bălțești, are aspect de câmpie înaltă înconjurată de dealuri accidentate pe structuri intens cutate și foliate. Dealurile sunt acoperite cu păduri de foioase, fânețe și pășuni, iar cele cu înclinare mai mică sunt acoperite cu pomi fructiferi, vițe de vie și sunt cultivate chiar cu cereale și cartofi. Relieful prezintă riscuri naturale pentru producerea de alunecări de terenului, că urmare a excesului de umiditate și eroziunii solului.

## Demografie
Componența etnică a comunei Bălțești
     Români (77,85%)
     Romi (11,07%)
     Alte etnii (11,07%)
Componența confesională a comunei Bălțești
     Ortodocși (87,01%)
     Alte religii (1,4%)
     Necunoscută (11,58%)
Conform recensământului efectuat în 2021, populația comunei Bălțești se ridică la 3.350 de locuitori, în scădere față de recensământul anterior din 2011, când fuseseră înregistrați 3.434 de locuitori. Majoritatea locuitorilor sunt români (77,85%), cu o minoritate de romi (11,07%). Din punct de vedere confesional, majoritatea locuitorilor sunt ortodocși (87,01%), iar pentru 11,58% nu se cunoaște apartenența confesională.

## Politică și administrație
Comuna Bălțești este administrată de un primar și un consiliu local compus din 13 consilieri. Primarul, Ion Radu[*], de la Partidul Național Liberal, este în funcție din 2008. Începând cu alegerile locale din 2024, consiliul local are următoarea componență pe partide politice:
|  | Partid                    | Consilieri | Componența Consiliului | Componența Consiliului | Componența Consiliului | Componența Consiliului | Componența Consiliului | Componența Consiliului | Componența Consiliului |
|  | ------------------------- | ---------- | ---------------------- | ---------------------- | ---------------------- | ---------------------- | ---------------------- | ---------------------- | ---------------------- |
|  | Partidul Național Liberal | 7          |                        |                        |                        |                        |                        |                        |                        |
|  | Partidul Social Democrat  | 6          |                        |                        |                        |                        |                        |                        |                        |

## Istorie
Primul document istoric care amintește de o localitate din comună datează din anul 1581, când voievodul Mihnea Turcitul dă poruncă lui Stanciu să fie ocina la Podeni din partea lui Dan și de la Văleni 800 aspri. Treptat, satele Podeni, Bălțești și Izești apar tot mai des în acte și documente. Denumirea localității de reședință vine de la un grup de case înconjurat la N-E și S-V de lacuri și bălți, care purtau numele de "casele dintre bălți", iar de aici ideea că numele Bălțești vine de la configurația geografică a reliefului. Totuși, istoria așezării este mult mai veche, cercetările arheologice efectuate au scos la iveală peste 1000 de obiecte arheologice datând din paleolitic până în veacurile XII-XIV-lea.
La sfârșitul secolului al XIX-lea, comuna purta numele de Podenii Vechi și făcea parte din plasa Podgoria a județului Prahova, având exact aceeași configurație ca și azi, și anume satele Bălteni, Izești și Podenii Vechi, cu o populație totală de 2185 de locuitori, care se îndeletniceau cu meșteșuguri (erau dulgheri, zidari, rotari, dogari, fierari), creșterea albinelor și a gândacilor de mătase. Ei își desfăceau produsele la Ploiești și București. Aceeași alcătuire o avea, așa cum arată Anuarul Socec, și în 1925, cu o populație de 2640 de locuitori, fiind reședința plășii Podgoria.
În 1931, satele Bălțești și Izești s-au separat din comuna Podenii Noi, și au format comuna Bălțești, comuna Podenii Vechi rămânând cu satul Podenii Vechi.
În 1950 cele două comune au fost incluse în raionul Teleajen, care a fost arondat succesiv regiunilor Prahova și apoi Ploiești. La reforma administrativă din 1968, comuna Podenii Vechi a fost desființată și inclusă în comuna Bălțești, care a fost rearondată județului Prahova.

## Monumente istorice
Singurul obiectiv din comuna Bălțești inclus în lista monumentelor istorice din județul Prahova ca monument de interes local este situl arheologic din vatra satului Podenii Vechi, unde s-a descoperit o necropolă din perioada Latène.